# Associazione Sportiva Dilettantistica Bra 2012-2013
Questa voce raccoglie le informazioni riguardanti l'Associazione Sportiva Dilettantistica Bra nelle competizioni ufficiali della stagione 2012-2013.

## Risultati

### Serie D

#### Poule scudetto
| Arbitro: | Daniel Amabile (Vicenza) |

|           |           |  |
| Baldi 87’ | Marcatori |  |

| Arbitro: | Gianni Bichisecchi (Livorno) |

|                               |           |                                |
| Đorđević 23’ Zanardo 41’, 80’ | Marcatori | 25’, 38’ Dalla Costa 48’ Baldi |

| Arbitro: | Vito Mastrodonato (Molfetta) |

|                                            |           |           |
| Longo 15’ Cunzi 38’ Masini 65’ Mattera 67’ | Marcatori | 64’ Baldi |